# Snoopy's Silly Sports Spectacular
Snoopy's Silly Sports Spectacular!, también conocido en Japón como Donald Duck (ドナルドダック?) es un videojuego de deportes orientado al público infantil publicado por Kemco para Nintendo Entertainment System en septiembre de 1988 (marzo de 1990 en América del Norte). El juego está basado en Snoopy y otros personajes de Peanuts

## Argumento

### Estados Unidos
Snoopy, su hermano Spike y Woodstock participan en un campeonato. En Estados Unidos, el juego es conocido como Snoopy's Silly Sports Spectacular! para Nintendo Entertainment System (NES).

### Japón
El Pato Donald, Daisy y los sobrinos de Donald participan en un campeonato. En Japón, el juego es conocido como Donald Duck para Nintendo Family System (Famicom).
- Datos: Q7548016